# MonA TV
MonA TV (die Abkürzung stand für „Mobile Media On Air TV“) war eine Plattform für mobile Mediendienste, die über DVB-T (terrestrisches Digitalfernsehen im alten MPEG-2-Standard) empfangbar war.
MonA produzierte keine eigenen Programme, sondern stellte als Lizenzinhaber zwei Programmplätze für wechselnde Sender zur Verfügung. Zuletzt waren das in Bremen/Unterweser ganztägig Disney Channel (Deutschland) und QVC.

## Geschichte
MonA wurde als Plattform für stundenweise übertragbare Fensterprogramme gegründet, um mehr Sendern die terrestrische Verbreitung zu ermöglichen, als Sendeplätze ausgeschrieben werden konnten und gleichzeitig weitere Datendienste für mobiles Fernsehen zu entwickeln. Zeitweise wurden mit XXP (abends), dhd24 (nachts) und einem weiteren Shoppingsender drei Programme im stündlichen Wechsel übertragen, aber noch keine weiteren Datendienste.
Auf der Website des Senders wurden in der Hochzeit des Projekts Datendienste wie Nachrichten, Verkehrs- und Finanzinformationen angekündigt, sowie für Computer und Mobiltelefon weitere interaktive Mediendienste. Diese Ankündigungen auf der Homepage des Projekts wurden später ersetzt zugunsten eines allgemein gehaltenen Hinweises auf zusätzlich mögliche Datendienste und die Möglichkeit, mit unterschiedlichen mobilen Geräten auf multimediale Inhalte zugreifen zu können.
Der Sender nahm zur Fußball-Weltmeisterschaft 2006 am Testbetrieb von DVB-H (Fernsehen für das Mobiltelefon) teil und war früher ebenfalls in den Regionen Berlin, Norddeutschland, Nürnberg und Hannover via DVB-T erreichbar. Die jeweiligen DVB-T Lizenzen sind mittlerweile ausgelaufen.

### Empfang
Über DVB-T war MonA zuletzt in Bremen/Unterweser zu empfangen. Der Anbieter profitierte davon, dass DVB-T als mobiles „Überallfernsehen“ vermarktet wird und rund 15 Mio. Empfangsgeräte bundesweit im Einsatz waren. Davon waren im Dezember 2008 etwa fünf Millionen Geräte im Empfangsgebiet von MonA im Einsatz. Seit diesem Höchststand bei der technischen Erreichbarkeit war das Sendegebiet durch den Verlust von Frequenzen bereits vor der Abschaltung von DVB-T stark gesunken.
MonA TV hatte sich für eine Lizenz im DVB-T-Gebiet Rhein-Main beworben, kam aber nicht zum Zug. Außerdem verlor MonA zum 20. September 2009 die Sendeplätze in Lübeck und Kiel, zum 1. Februar 2010 in Berlin, sowie am 1. Juni 2010 auch in Nürnberg, zugunsten von Bibel TV. Zum 1. Oktober 2011 hatte MonA die Verbreitung über DVB-T in Braunschweig und Hannover eingestellt.

### Sonstige über MonA empfangbare Sender
Vor der Übertragung von Disney Channel und QVC wurden bereits folgende Programme übertragen (als wechselnde Programmfenster im Frequenzsplitting), die später die Verbreitung entweder eingestellt oder auf eigene ganztägige Sendeplätze gewechselt haben:
| - Bibel TV - Bestseller-TV - Channel 21 - Der Schmuckkanal - dhd24 | - DMAX - HSE 24 - Lastminute.tv - RTL Shop - TV Travel Shop | - Voyages Television - XXP - YAVIDO - center.tv Bremen, Bremerhaven - Das Vierte |

## Projektpartner und Betreiber
Projektpartner waren Firmen aus Niedersachsen (u. a. TU Braunschweig und Universität Göttingen), Bremen (u. a. Radio Bremen), Hamburg (dpa und Axel Springer AG) und Berlin (u. a. Deutsche Welle), sowie T-Systems. Betreibergesellschaft war die RegioOnline GmbH; Geschäftsführer: Diethelm Heinen und Mathias Fischer. Die Website war nach der Abschaltung noch online, über etwaige Zukunftspläne äußerte sich der Betreiber dort (Stand: Dezember 2017) nicht. Seit 2018 steht die Domain zum Verkauf.

## Weblink
- MonA TV (Version im Webarchiv vom 17. Juni 2013)